# بومرنغ (مدرعة عسكرية)
بومرنغ (بالروسية: Бумеранг)‏ ناقلة جنود مدرعة مدولبة 8*8 تنتجها شركة فويونو-بروماشلينا كومبانيا الروسية.أنُتجت النسخ التجريبية الأولى عام 2013 ونالت استحسان الجيش الروسي الذي طلب 2000 مدرعة من هذا النوع لاستبدال المدرعات من نوع بي تي أر-80 وبي تي أر-82 أي. بُدأ بالإنتاج التجاري عام 2015. ظهرت البومرنغ لأول مرة بصورة علنية خلال إستعراض يوم نصر موسكو 2015.

## التصميم

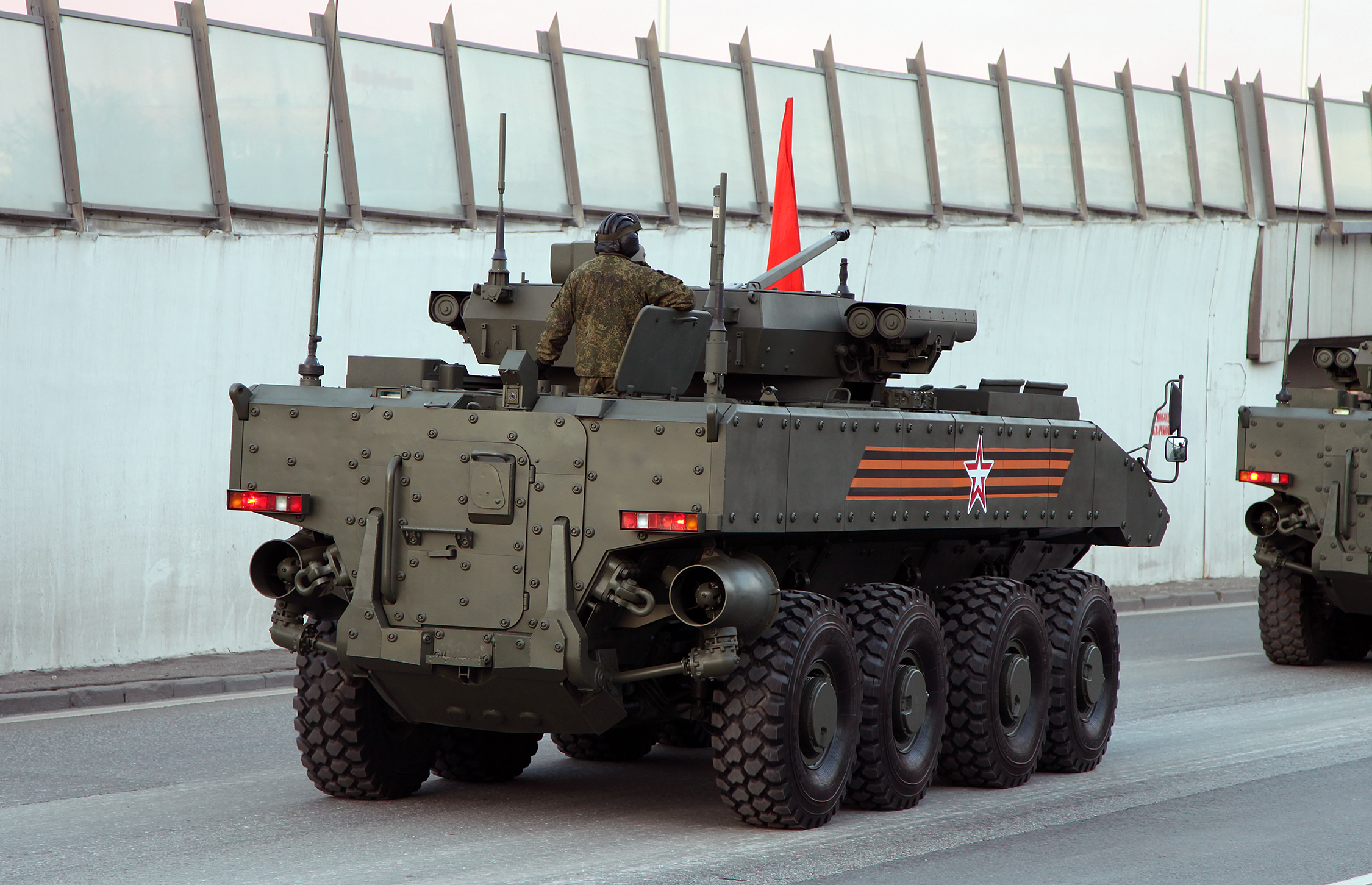
منظر خلفي للبومرنغ

مُدرعة بومرنغ برمائية وتندفع داخل الماء باستخدام مروحتان خلف المدرعة.والفرق الرئيسي للمدرعة بومرنغ عن سابقاتها الروسية من أمثال بي تي ار60،70,80,90 هو إن محركها يقع في مقدمة المدرعة على يمين السائق.على عكس سابقاتها التي كان محركها يقع في الخلف، يستخدم الجنود باب هيدروليكي في مؤخرة المدرعة للصعود والنزول بلإضافة إلى أبوب في السقف تستخدم في أحوال الطوارئ.يتألف طاقم المدرعة من ثلاث أفراد السائق والامر والرامي وتتسع لنقل سبعة جنود بكامل عدتهم.
تدار المدرعة بمحرك ديزل بقدرة 500 حصان، العديد من مكونات المدرعة وقطع غيارها مشتركة مع كوغونيتس-25 .
تتوفر في مدرعة بومرنغ تجهيزات الحرب الحديثة مثل مكيف الهواء، نظام الحماية من الأسلحة النووية والكيمائية والبيولوجية، منظومة الرؤيا الليلية، نظام إدارة النيران بالحاسوب، نظام التحكم بضغط العجلات المركزي كما إن المدرعة مزودة بكاميرا فيديو تزود الجنود داخل المدرعة برؤيا 360 درجة حول المدرعة.

## التسليح

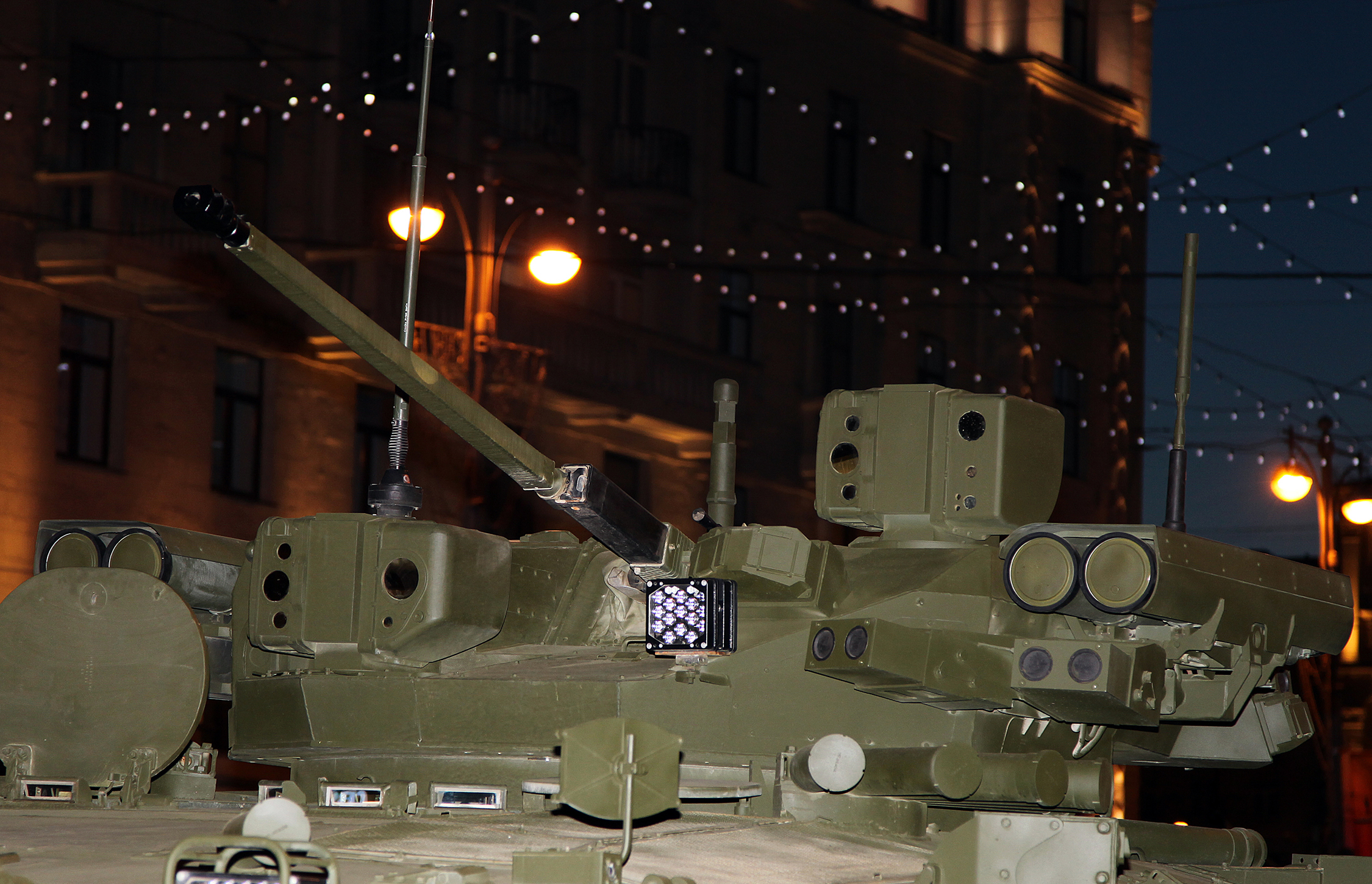
برج أيباك

تتسلح البومرنغ ببرج يدار عن بعد من نوع إيباك مزود بمدفع رشاش عيار 30 ملم ألي ومدفع رشاش أخر عيار 7،62ملم نوع بكتا بالإضافة إلى أربع قاذفات صواريخ كورنت أثنان على كل جانب من جوانب البرج.ويدار البرج من قبل الرامي بطبيعة الحال لكن يمكن لقائد المدرعة التحكم فيه في حال الطوارئ.

## الحماية
يوفر بدن البومرنغ الحماية ضد الأسلحة الخفيفة والشظايا ويمكن إن تضاف دروع سيراميك إضافية لزيادة الحماية من الإطلاقات المباشرة من عيار 14,5 ملم وشظايا القنابل من عيار 152 ملم.

## الأنواع
تسخدم مدرعة البومرنغ لتؤدي عدة مهام منها ناقلة جنود مدرعة، عربة إسعاف، مركبة قيادة، مدرعة إستطلاع، مدمرة دبابات، منظومة دفاع جوي، مركبة دعم ناري وحاملة هاون.ويمكن إن تستخدم أيضاً كدبابة خفيفة أو كمدفع ذاتي الحركة.